# Poniatowa-Kolonia
Poniatowa-Kolonia – kolonia w Polsce położona w województwie lubelskim, w powiecie opolskim, w gminie Poniatowa.
W latach 1975–1998 miejscowość administracyjnie należała do ówczesnego województwa lubelskiego.
Według Narodowego Spisu Powszechnego z roku 2011 kolonia liczyła 515 mieszkańców.

## Części kolonii
| SIMC    | Nazwa   | Rodzaj        |
| ------- | ------- | ------------- |
| 0389624 | Stoczki | część kolonii |

## Historia
Wieś powstała w okresie międzywojennym po roku 1931 na gruntach rozparcelowanego majątku Poniatowa. Nie wymienia jej Pierwszy Powszechny Spis Ludności, nie figuruje również w skoroszycie miejscowości wydanym w roku 1933. Występuje na wojskowej mapie taktycznej z roku 1938.